# Roy Kellock
Pour les articles homonymes, voir Kellock.
Roy Lindsay Kellock (12 novembre 1893-12 décembre 1975) est un avocat canadien de l'Ontario. Il est juge à la Cour Suprême du Canada de 1944 à 1958.

## Biographie
Né à Perth en Ontario, Kellock obtient un B.A. de l'Université McMaster en 1915. Nommé au barreau de l'Ontario en 1920, il pratique le droit avec la firme WeirFoulds (en) de Toronto.
En 1942, il devient juge à la Cour d'appel de l'Ontario et juge puîné à la Cour Suprême du Canada deux ans plus tard. Durant son mandat, il sert également comme président de la commission royale chargée d'enquêter lors des émeutes d'Halifax (en) lors du jour de la victoire . Il est également vice-président de la Commission royale sur les activités d'espionnage au Canada (Affaire Gouzenko) en 1946.
En 1970, il devient compagnon de l'Ordre du Canada.